# مقبس 603
مقبس 603 (بالإنجليزية: Socket 603) وهو مقبس أنتجته شركة إنتل لوحدات المعالجة المركزية من نوع كزيون. جميع وحدات المستخدمة لهذا المقبس تستخدم معدل نقل بيانات رباعي بسرعة 400 MT/s. وكانت تصنع بتكنولوجيا 180 و 130 نانومتر. وإن الوحدات المعالجة المستخدمة لهذا المقبس بإمكانها استخدام مقبس 604 ولكن الوحدات المعالجة المستخدمة لمقبس 604 ليس بإمكانها استخدام هذا المقبس بسبب احتوائها على إبرة إضافية تمنعها من ذلك.